# Anthophora patruelis
Anthophora patruelis là một loài Hymenoptera trong họ Apidae. Loài này được Cockerell mô tả khoa học năm 1931.